# The Day the Sun Went Out
Albums de Boysetsfire
This Crying, This Screaming, My Voice Is Being Born
(1997) In Chrysalis
(1998)
The Day the Sun Went Out est le premier album studio du groupe Boysetsfire. À l'origine, il est sorti en 1997 sur le label Initial Records et il a été réédité dans une version remasterisée en 2005 par le label Equal Vision Records.

## Liste des titres
1. Pure - 1:44
2. Cringe - 1:55
3. The Fine Art of Falling - 3:00
4. Another Badge of Courage - 2:27
5. Swingset - 3:00
6. The Power Remains the Same - 3:27
7. In Hope - 3:41
8. Toy Gun Anthem - 2:37
9. Cadence - 3:08
10. 65 Factory Outlets - 1:55
11. Hometown Report Card - 5:51

## Source
- (en) Cet article est partiellement ou en totalité issu de l’article de Wikipédia en anglais intitulé « The Day the Sun Went Out » (voir la liste des auteurs).